# Азам-хан
Азам-хан (азерб. Əzəm xan) — субадар Гуджаратской субы в Империи Великих Моголов.

## Биография
Азам-хан был кызылбашем и уроженцем Ширвана, говорил на азербайджанском языке. В конце 1635 года Азам-хан был назначен 23 наместником субы Гуджарат. Лица которым до недавнего времени Моголы позволяли вести себя подобно наместникам, показали свою неспособность держать в узде непослушных вождей и хищные племена Гуджарата. По этой причине выбор императора пал на Азам-хана, одарённого человека, который осознавал угрозу и видел, что для того, чтобы навести порядок в провинции, требовались строгие, даже суровые меры. Сперва Азам-хан справился с разбойниками и подчинил себе племена хатиев, которые совершали постоянные набеги. Затем Азам-хан построил два укрепленных форта в стране Коли, назвав один в честь себя Азамабадом, а второй Халилабадом в честь сына. В 1638 году он виделся в Ахмедабаде с немецким путешественником Альбертом де Мандельсло. В 1639 году Азам-хан, получивший из-за своей страсти к возведению зданий прозвище «Удхай» или «Белый Муравей», посвятил своё внимание постройке фортов для предотвращения мятежей и грабежей в стране колиев и катиев. Принятые им меры оказались настолько действенными, что люди могли безопасно разъезжать по всей Джалаваде, Катиалаваде, Наванагару и Качу. В 1642 году был снят с должности. Благодаря твёрдому правлению Азам-хана, новый наместник нашёл провинцию в хорошем порядке.